# Woody Woodbury
Woody Woodbury, pseudonimo di Robert Dennis Woodbury (Saint Paul, 9 febbraio 1924), è un comico, attore e conduttore televisivo statunitense.
È conosciuto soprattutto per i suoi album contenenti storie risqué, molti dei quali pubblicati nei primi anni sessanta. È il primo standup comedian ad aver ricevuto un disco d'oro.

## Biografia
Nato il 9 febbraio del 1924, unico maschio di 4 figli, Woodbury, dimostra un precoce interesse per la musica, formando un gruppo con alcuni amici figli di vicini, che abbandona durante la prima adolescenza. Durante questi anni, a causa della frattura di una gamba, abbandona presto l'interesse per l'hockey, per dedicarsi allo studio del pianoforte. All'inizio degli anni quaranta si propone di entrare all'Università del Minnesota per studiare giornalismo, ma l'attacco di Pearl Harbor del 7 dicembre 1941 lo spinge ad arruolarsi nella US Marine Corps, dove diviene pilota da combattimento e istruttore di volo nello scenario del Pacifico della seconda guerra mondiale. È proprio durante il servizio militare che gli verrà assegnato il soprannome di Woody. Durante questo periodo matura inoltre il suo talento comico, intrattenendo i suoi compagni di squadrone al pianoforte.
La sua carriera di comico ha inizio nel 1946 al Bath and Tennis Club di Daytona Beach, cui seguono numerosi altri ingaggi che lo porteranno al Clover Club di Miami, dove svilupperà il proprio, personale stile, intrattenendo gli ospiti al pianoforte e raccontando storie concernenti il bere, il golf e le paure umane. Questa prima fase della sua carriera viene interrotta nel 1950, quando viene richiamato per la Guerra di Corea, in cui servirà nuovamente come pilota fino al 1953. Negli anni cinquanta Fletcher Smith, un ex produttore di effetti speciali, incontra Woodbury al night club Bahama in Florida e attraverso i suoi contatti con Hollywood, lo porta ad apparire in alcuni film. Smith, inoltre, diviene il suo produttore discografico e ne pubblica i dischi per la sua etichetta StereOddities. L'album Woody Woodbury Looks at Love and Life del 1958 vende oltre 250 000 copie, raggiungendo la top 10 della classifica degli LP di Billboard e guadagnandosi un Disco d'oro nel 1961. Stessa sorte spetta al successivo Woody Woodbury's Laughing Room, che rimane in classifica per ben 70 settimane aggiudicandosi un secondo Disco d'oro. Woodbury pubblicherà una decina di album di grande successo.
Il ruolo cinematografico più importante di Woody Woodbury è stato quello dello "Zio Woody" nel film For Those Who Think Young del 1964, diretto da Leslie H. Martinson. Tra gli altri film interpretati da Woodbury figurano: Safe at Home! (1962); Beyond the Bermuda Triangle (film per la televisione del 1975); Super Fuzz (1981); e Bentornato, picchiatello! (Hardly Working, 1981), diretto e interpretato da Jerry Lewis. Ha avuto inoltre alcuni ruoli in una manciata di commedie italiane tra la fine degli anni settanta e i primi anni ottanta, in particolare quelle di Bud Spencer e Terence Hill: Pari e dispari (1978) e Poliziotto superpiù (1980), entrambi diretti da Sergio Corbucci, e Nati con la camicia (1983), diretto da E.B. Clucher. Nel 1962 Woodbury rimpiazza Johnny Carson quale conduttore del quiz televisivo Who Do You Trust?, quando Carson lascia la trasmissione per andare a condurre The Tonight Show in sostituzione di Jack Paar, quiz al quale Woodbury parteciperà in qualità di ospite. Dal 28 agosto del 1967 al 13 giugno del 1969, Woodbury conduce il The Woody Woodbury Show, un talk show di 90 minuti trasmesso nel pomeriggio durante la settimana. Nel 1970 lavora inoltre spesso nei locali del Las Vegas Strip. Woodbury continua a lavorare come standap comedian prevalentemente a Fort Lauderdale, in Florida, sua base da molti anni.

## Filmografia

### Cinema
- Safe at Home!, regia di Walter Doniger (1962)
- For Those Who Think Young, regia di Leslie H. Martinson (1964)
- Pari e dispari, regia Sergio Corbucci (1978)
- Poliziotto superpiù, regia di Sergio Corbucci (1980)
- Bentornato, picchiatello! (Hardly Working), regia di Jerry Lewis (1980)
- Nati con la camicia, regia di E.B. Clucher (1983)

### Televisione
- Who Do You Trust? (1962-1963) - quiz televisivo, conduttore
- Tonight Starring Jack Paar (1962) - talk show
- The Tonight Show Starring Johnny Carson (1967) - talk show, conduttore
- The Woody Woodbury Show (1967-1968) - talk show, conduttore
- George Jessel's Here Come the Stars (1968)
- The Joey Bishop Show (1969)
- Della (1969)
- The Virginia Graham Show (1970)
- Beyond the Bermuda Triangle, regia di William A. Graham (1975) - film per la televisione
- The Bob Braun Show (1971-1979)
- Hee Haw (1980)
- Between the Lines (2016)

## Discografia parziale

### Album
- 1959 - Woody Woodbury Looks At Love And Life
- 1960 - Laughing Room
- 1960 - Looks At Love And Life
- 1960 - Boose Is The Only Answer
- 1960 - Woody Woodbury's Laughing Room
- 1960 - First Annual Message From The President Of The "Booze Is the Only Answer" Club
- 1961 - Woody Woodbury's Concert In Comedy
- 1961 - Woody Woodbury's Saloonatics
- 1962 - The Spice Is Right
- 1962 - Woody Woodbury In The Spice Is Right
- 1963 - The Best Of Woody Woodbury
- 1964 - Thru The Keyhole With Woody Woodbury
- 1973 - More Of Woody
- 2001 - Woody Woodbury's Merriment

### EP
- Dealer's Choice

## Riconoscimenti
- Disco d'oro
  - 1961 – per l'LP Woody Woodbury Looks At Love And Life[2]
  - 1961 – per l'LP Laughing Room[3]